# Llave de chispa

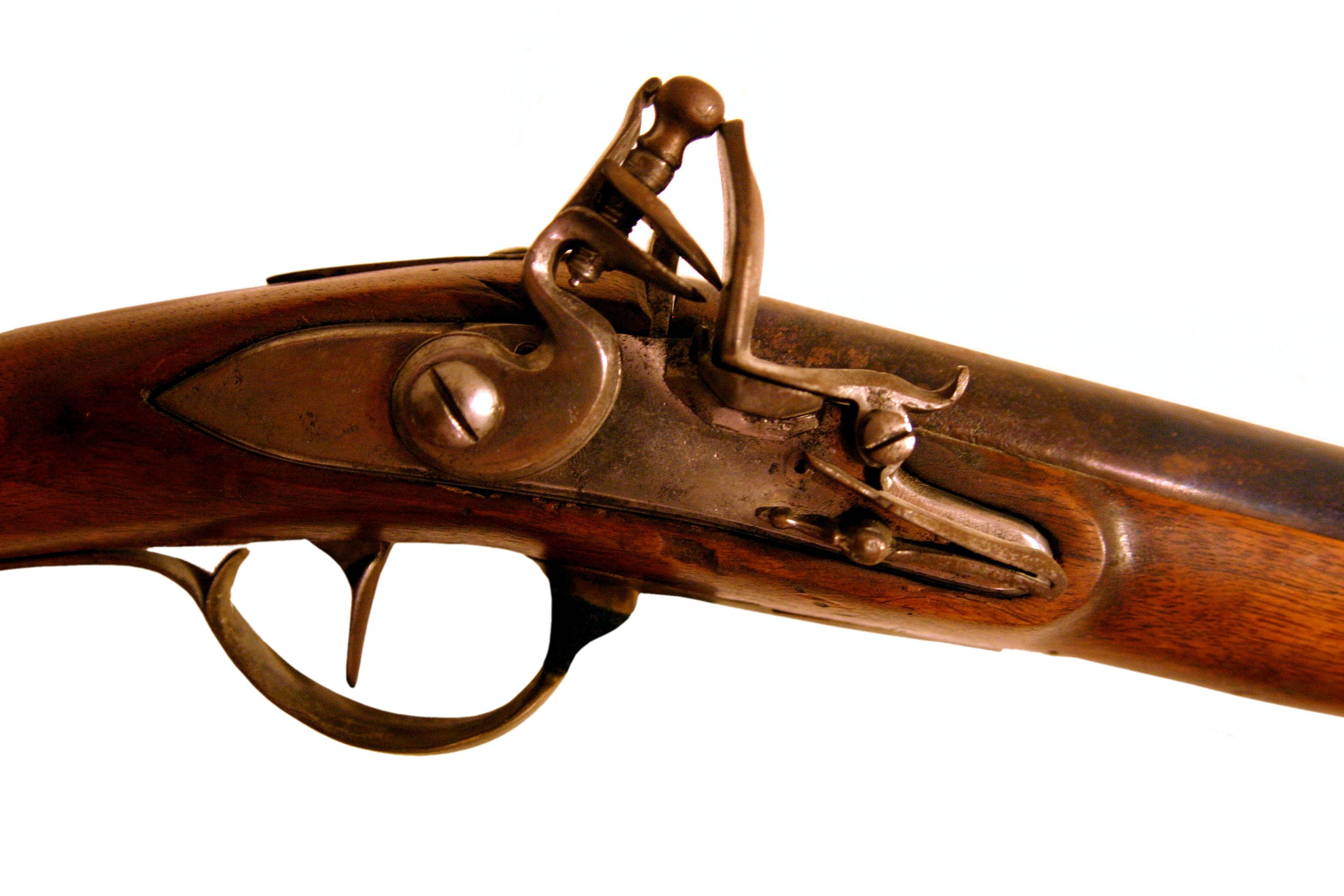
Llave de chispa de un fusil de cacería del siglo, sin su pedernal.

La llave de chispa fue un mecanismo de disparo empleado en mosquetes y fusiles de avancarga de los siglos xvii, xviii y xix. Fue desarrollada en Francia a inicios del siglo xvii. Rápidamente reemplazó a los anteriores mecanismos, tales como la llave de mecha y la llave de rueda. Continuó siendo empleada por más de dos siglos, hasta que finalmente fue reemplazada por la llave de percusión. Genéricamente, las armas con este mecanismo de disparo se conocen como armas de chispa.

## Historia
La llave de chispa fue desarrollada en Francia a inicios del siglo xvii. Aunque se desconoce su origen preciso, usualmente se atribuye el desarrollo de esta a Marin le Bourgeoys, un artista, armero, lutier e inventor originario de Normandía. El diseño básico de Marin le Bourgeoys se convirtió en estándar de las llaves de chispa y rápidamente reemplazó los viejos sistemas de disparo basados en la llave de rueda o de mecha a través de Europa. Las armas de chispa basadas en este diseño fueron empleadas por más de dos siglos, hasta que finalmente fueron reemplazadas por las de percusión en las décadas de 1840 y 1850.

## Descripción y operación
Una típica llave de chispa tiene un trozo de pedernal que es sostenido entre dos quijadas al extremo de un corto martillo (pie de gato). Este martillo es tirado hacia atrás y amartilla el arma. Tras apretar el gatillo, el martillo accionado por un muelle va hacia adelante, haciendo que el pedernal golpee una pieza de acero llamada rastrillo. Al mismo tiempo, el movimiento del pedernal y el martillo empujan al rastrillo hacia adelante, abriendo la cubierta de la cazoleta que contiene la pólvora. Al golpear el pedernal contra el rastrillo se producen una serie chispas, que caen en la cazoleta y encienden la pólvora. La llamarada pasa al interior del cañón a través de un pequeño agujero llamado oído, encendiendo la carga propulsora y provocando el disparo del arma.  
El pedernal, también conocido como piedra de chispa o de fusil, es un objeto manufacturado con unas especificaciones técnicas muy concretas. Los distintos ejércitos de su época normalizaron su calidad y dimensiones. El comandante Ramón Salas en su libro Prontuario de Artillería, publicado en 1883, recoge sus características morfológicas según el arma en la que se vayan a emplear.
La mayoría de martillos siguen el diseño de Marin le Bourgeoys, teniendo una posición semiamartillada, que es el seguro del arma. Al apretar el gatillo estando el martillo en esta posición, el arma no se disparará. Desde esta posición el rastrillo puede levantarse  para poner pólvora en la cazoleta. Se cierra la cazoleta con el rastrillo y el martillo es empujado completamente hacia atrás, preparando el arma para el siguiente disparo. 

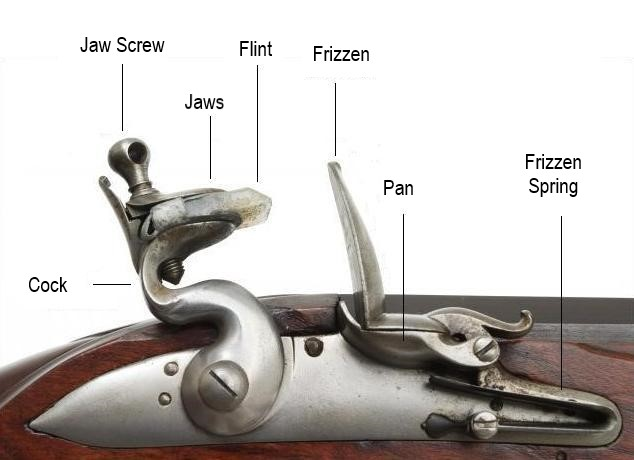

## Llave de cañón
Una llave de cañón era una llave de chispa que disparaba un cañón. Fueron una importante innovación en la artillería naval, siendo empleadas por vez primera por la Royal Navy en 1745. Su empleo se extendió lentamente, ya que no podían adaptarse a viejos cañones. La Armada francesa no las había adoptado de forma general para la Batalla de Trafalgar (1805).
El anterior sistema para disparar un cañón consistía en acercar un portamechas — un palo de madera que sostiene una larga mecha lenta encendida en un extremo — al oído del cañón, que estaba lleno de pólvora fina suelta. Esto era peligroso e imposibilitaba disparar con precisión desde un barco en movimiento, ya que se debía disparar el cañón desde sus lados para evitar su retroceso y había una considerable demora entre el acercamiento del portamechas y el disparo del cañón.
La llave de cañón era accionada al jalar una cuerda o acollador. El artillero-jefe podía estar detrás del cañón, a resguardo del alcance de su retroceso y apuntarlo, disparándolo cuando el balanceo del barco alineaba el cañón con el barco enemigo y evitando así que la bala impactase en el mar o volase muy por encima de la cubierta del enemigo. La recarga del cañón era más rápida y segura, ya que la llave de cañón no usaba pólvora fina suelta. La carga propulsora era encendida por un canuto lleno de pólvora fina que era insertado en el oído del cañón durante la recarga y perforaba el saquete de la carga propulsora.
Tras la introducción de las llaves de cañón, los portamechas fueron conservados solamente como apoyo para disparar los cañones.

## Otros usos
Algunas primigenias minas antipersona o fougasses, eran detonadas mediante llaves de chispa. Estas también eran empleadas para lanzar cohetes Congreve.
Un yesquero de chispa o pistola de yesca era un aparato que fue empleado en hogares acomodados desde el siglo xviii hasta la invención de fósforos fiables. Tenía cierto parecido con una pequeña pistola de chispa, pero sin cañón y con un candelabro y patas, por lo que podía estar parado. Cuando se apretaba el gatillo, las chispas del pie de gato encendían yesca seca en la cazoleta y la llamarada encendía rápidamente la vela. El aparato demostró ser una rápida y fiable fuente de luz y llamas para encender fuegos.